# Liste der Gebiete in Kasachstan
Die Liste der Gebiete in Kasachstan zeigt den aktuellen Stand der obersten Ebene der Verwaltungsgliederung Kasachstans.
Das Land ist in 17 Gebiete (kasachisch облыс/Oblys, Mehrzahl облыстар/Oblystar; russisch область/oblast, Mehrzahl области/oblasti) aufgeteilt.
Die drei Städte Millionenstädte Almaty, Astana und Schymkent sind keinem der Gebiete zugeordnet, sondern besitzen den Status einer Stadt republikanischer Bedeutung (kasachisch Республикалық маңызы бар қала/Republikalyq mangysy bar qala). 
Die Stadt Baikonur im Gebiet Qysylorda hat einen Sonderstatus und ist als russische Enklave noch bis 2050 von Russland geleast.

## Verwaltungsgliederung

### Gebiete
| Wappen | Gebiet                           | Abk. | Fläche (km²) | Einwohner | Einwohner | Einwohner | Einwohner je km² | Hauptstadt   | Äkim                     | Karte |
| Wappen | Gebiet                           | Abk. | Fläche (km²) | 1999      | 2009      | 2019      | Einwohner je km² | Hauptstadt   | Äkim                     | Karte |
| ------ | -------------------------------- | ---- | ------------ | --------- | --------- | --------- | ---------------- | ------------ | ------------------------ | ----- |
|        | Almaty                           | ALM  | 223.911      | 1.557.269 | 1.807.894 | 2.039.376 | 9,1              | Taldyqorghan | Amandyq Batalow          |       |
|        | Aqmola                           | AKM  | 146.219      | 827.254   | 737.495   | 738.587   | 5,1              | Kökschetau   | Jermek Marschyqpajew     |       |
|        | Aqtöbe                           | AKT  | 300.629      | 682.558   | 757.768   | 869.603   | 2,9              | Aqtöbe       | Orasalin Ongdassyn       |       |
|        | Atyrau                           | ATY  | 118.631      | 440.286   | 510.377   | 633.801   | 5,3              | Atyrau       | Machambet Dosmuchambetow |       |
|        | Mangghystau                      | MAN  | 165.642      | 314.669   | 485.392   | 678.224   | 4,1              | Aqtau        | Serikbai Turymow         |       |
|        | Nordkasachstan                   | SEV  | 97.993       | 725.980   | 596.535   | 554.519   | 5,7              | Petropawl    | Qumar Aqsaqalow          |       |
|        | Ostkasachstan                    | VOS  | 283.226      | 1.531.024 | 1.396.593 | 1.378.504 | 4,9              | Öskemen      | Danial Achmetow          |       |
|        | Pawlodar                         | PAV  | 124.755      | 806.983   | 742.475   | 753.804   | 6,0              | Pawlodar     | Äbilqajyr Sqaqow         |       |
|        | Qaraghandy                       | KAR  | 427.982      | 1.410.218 | 1.341.700 | 1.378.554 | 3,2              | Qaraghandy   | Schengis Qassymbek       |       |
|        | Qostanai                         | KUS  | 196.001      | 1.017.108 | 885.570   | 872.736   | 4,5              | Qostanai     | Archimed Muchambetow     |       |
|        | Qysylorda                        | KZY  | 226.019      | 624.991   | 678.794   | 794.165   | 3,5              | Qysylorda    | Gülschara Äbdiqalyqowa   |       |
|        | Schambyl                         | ZHA  | 144.264      | 988.840   | 1.022.129 | 1.125.297 | 7,8              | Taras        | Berdibek Saparbajew      |       |
|        | Türkistan bis 2018 Südkasachstan | YUZ  | 116.280      | 1.978.339 | 2.469.357 | 1.981.747 | 17,0             | Türkistan    | Ömirsaq Schökejew        |       |
|        | Westkasachstan                   | ZAP  | 151.339      | 616.800   | 598.880   | 652.314   | 4,3              | Oral         | Ghali Jesqalijew         |       |

1. ↑  Am 19. Juni 2018 wurde das bisherige Verwaltungszentrum Schymkent aus dem Gebiet Südkasachstan ausgegliedert und zu einer Stadt republikanischer Bedeutung erhoben. Das Gebiet wurde daraufhin in Gebiet Türkistan umbenannt.

### Städte mit republikanischer Bedeutung
| Wappen | Stadt     | Abk. | Fläche (km²) | Einwohner | Einwohner | Einwohner | Einwohner je km² | Äkim                   | Karte |
| Wappen | Stadt     | Abk. | Fläche (km²) | 1999      | 2009      | 2019      | Einwohner je km² | Äkim                   | Karte |
| ------ | --------- | ---- | ------------ | --------- | --------- | --------- | ---------------- | ---------------------- | ----- |
|        | Almaty    | ALA  | 682          | 1.130.621 | 1.365.632 | 1.854.556 | 2.719            | Baqytschan Saghyntajew |       |
|        | Astana    | AST  | 797          | 328.341   | 613.006   | 1.078.362 | 1.353            | Altai Kölginow         |       |
|        | Schymkent | SHY  | 1.163        | 423.902   | 603.499   | 1.011.511 | 870              | Murat Äitenow          |       |